# Capitularia
Capitularia (enkelvoud capitulare, een bundeling van capitula: hoofdstukken) waren de schriftelijke koninklijke verordeningen waarmee Karel de Grote en zijn opvolgers de wetgeving bekendmaakten. Dit werd gebruikt vanaf het midden van de 8e eeuw tot het einde van de 9e eeuw.
De capitularia konden algemeen zijn, maar ook specifiek voor een streek. Zij werden aan het hof opgesteld door geestelijken van de hofkapel. Om de uitvoering van de verordeningen te controleren, werden de missi dominici op pad gestuurd.

## Onderverdeling

### Capitula legibus addenda
Deze capitula vulden al bestaande wetgeving van overwonnen volkeren aan, zoals het Capitulare Saxonum, Capitulare legi Ribuariae additum en Capitulare Langobardorum.

### Capitula ecclesiastica
Dit omvatte kerkelijke wetgeving, zoals ook de Epistola de Litteris Colendis over de hervorming van het onderricht.

### Capitula per se scribenda
Deze wetgeving gold voor het gehele rijk, zoals de Capitulare van Héristal.

### Capitula missorum
Concrete bevelen aan de missi dominici, de vorstelijke zendelingen / afgezanten.

### Ingevoegde capitula
Bepaalde capitularia werden door de jaren heen opgebouwd uit verordeningen die bij andere capitula waren gevoegd. Zo is ook het Capitulare de villis vel curtis imperii ontstaan waarin het beheer van de grote domeinen geregeld werd.